# Чо Ки Хян
Чо Ки Хян (кор. 조기향; род. 23 сентября 1963, Тонхэ, Канвондо) — южнокорейская хоккеистка на траве, полевой игрок. Серебряный призёр летних Олимпийских игр 1988 года, чемпион летних Азиатских игр 1986 года, серебряный призёр летних Азиатских игр 1982 года.

## Биография
Чо Ки Хян родилась 23 сентября 1963 года в южнокорейском городе Тонхэ.
В составе женской сборной Южной Кореи по хоккею на траве завоевала две медали летних Азиатских игр — серебро в 1982 году в Нью-Дели и золото в 1986 году в Сеуле.
В 1988 году вошла в состав женской сборной Южной Кореи по хоккею на траве на летних Олимпийских играх в Сеуле и завоевала серебряную медаль. Играла в поле, провела 1 матч, мячей не забивала.